# القاسدية (مناخة)

تعديل مصدري - تعديل

القاسدية هي إحدى قرى عزلة حصبان بمديرية مناخة التابعة لمحافظة صنعاء، بلغ تعداد سكانها 266 نسمة حسب تعداد اليمن لعام 2004.